# Charles Eugene Lancelot Brown
Charles Eugene Lancelot Brown (Winterthur, 17 giugno 1863 – Montagnola, 2 maggio 1924) è stato un progettista e imprenditore svizzero, fondatore della Brown, Boveri & Cie (ABB).

## Biografia
Fu il primogenito di Charles Brown ed ebbe cinque fratelli. Frequentò a Winterthur il Gymnasium e studiò con il fratello minore Sidney Brown diverse macchine presso la Winterthurer Technikum. Dopo il praticantato presso la Bürgin & Alioth a Basilea e un breve periodo alla SLM, nel 1844 si spostò presso la MFO con il fratello e il padre.
Con il padre nel 1885 lasciò la MFO per seguire l'elettrotecnica. Negli anni successivi sviluppò sistemi innovativi come nel 1890 l'isolamento elettrico con olio per trasformatore elettrico con avvolgimento e nel 1891 il turbogeneratore. Elettrificò le linee ferroviarie di Sissach-Gelterkinden-Bahn e Grütschalp-Mürren-Bahn. Nel 1891, inoltre, costruì, assieme alla AEG, l'impianto di trasformazione, il generatore e l'isolamento a olio della Drehstromübertragung Lauffen–Frankfurt, il primo al mondo ad alta tensione trifase.
Brown sposò nel 1887 Amelie Nathan, con la quale ebbe quattro figli. Dopo tre anni nel dicembre 1890 stipularono un accordo che tre mesi più tardi diede vita presso Baden alla sede della società. La fondazione della Brown, Boveri & Cie. avvenne il 2 ottobre 1891. Nei successivi sette anni, lavorò con Walter Boveri ai montaggi della Maschinenfabrik Oerlikon (MFO).
Per spirito imprenditoriale provò il futuristico velivolo Normalsegelapparat, sviluppato nel 1895 da Otto Lilienthal.
Per la BBC Brown sviluppò oltre trenta brevetti, come il serbatoio per olio per l'isolamento dei trasformatori (1898) o il rotore cilindrico per i turbogeneratori.
Nel 1900 acquistò i diritti da Charles Parsons per il brevetto di turbine a vapore sviluppando ulteriormente la tecnologia. Nello stesso anno la società BBC diventò da società in nome collettivo a società per azioni e Brown ne diventò presidente.
L'azienda iniziò un'enorme espansione che portò Brown a occuparsi sempre meno di ricerca e sviluppo. Nel 1911 lasciò l'azienda e si ritirò a vita privata. Nel 1914 morì sua moglie Amelie. Due anni più tardi si risposò con Hilda Goldschmid, ed ebbe ancora due figli. All'età di 60 anni morì per un infarto miocardico.

## Onorificenze
- 1911 - Dottore emerito della Technischen Hochschule Karlsruhe
- 1916 - Cittadinanza onoraria della città di Baden